# Diócesis de Rochester (antigua)
La diócesis de Rochester (en latín: Dioecesis Roffensis y en inglés: Diocese of Rochester) fue una circunscripción eclesiástica de la Iglesia católica en el Reino Unido. Se trataba de una diócesis latina, sufragánea de la arquidiócesis de Canterbury. Por el Acta de Supremacía del Parlamento de Inglaterra del 8 de mayo de 1559 fue convertida en la diócesis de Rochester de la Iglesia de Inglaterra.

## Territorio y organización

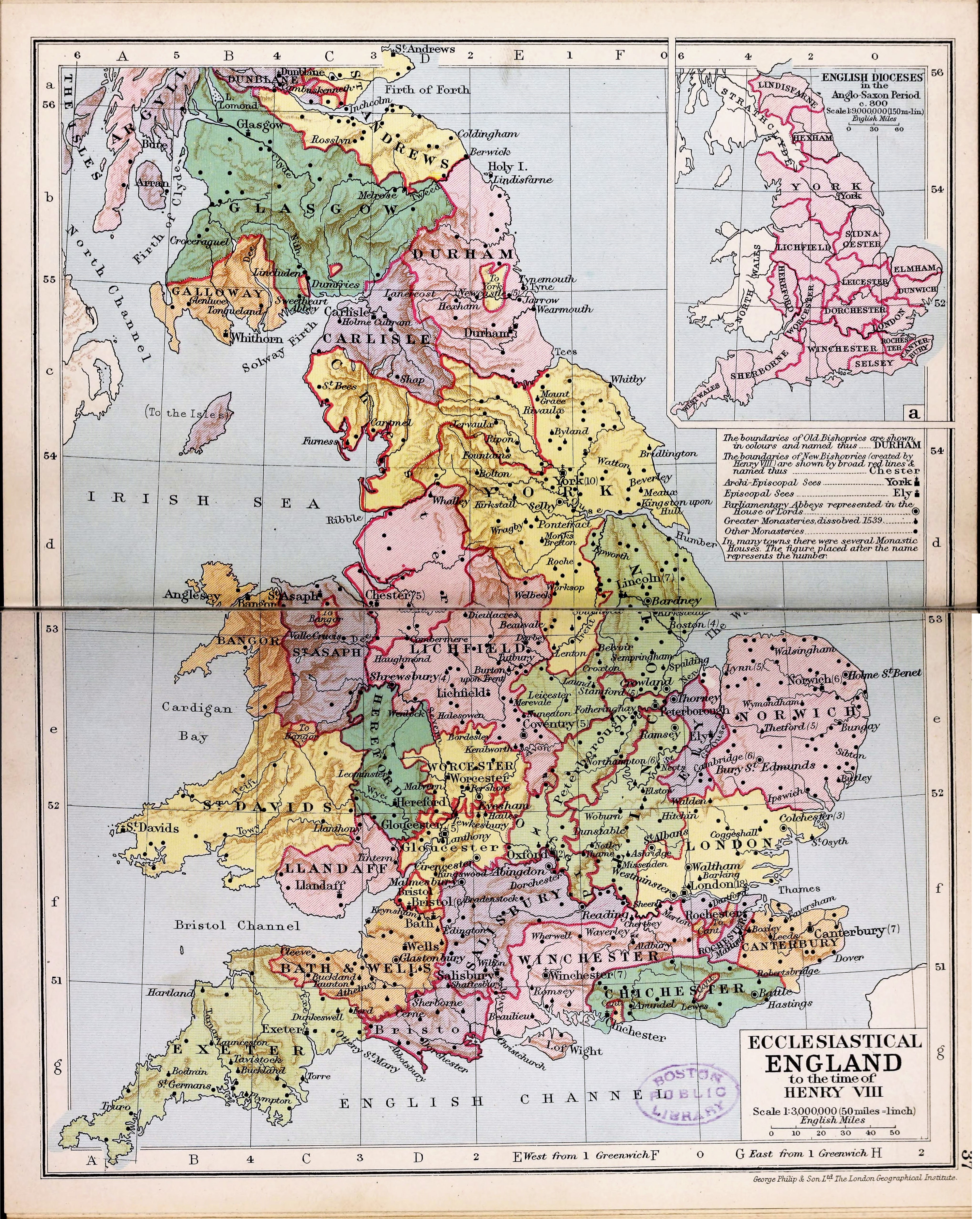
Mapa de las diócesis de Inglaterra

La diócesis extendía su jurisdicción sobre los fieles católicos de rito latino residentes en parte del Reino de Kent en la Inglaterra.
La sede de la diócesis se encontraba en la ciudad de Rochester en donde se halla la Catedral de Cristo y de la Bienaventurada Virgen María, que desde la Reforma anglicana pertenece a la Iglesia de Inglaterra.

## Historia
La diócesis de Rochester fue la segunda diócesis erigida por san Agustín de Canterbury después de su llegada a Inglaterra (en 597), con el grupo de misioneros enviados por el papa Gregorio Magno para evangelizar al pueblo anglosajón.
Fue erigida en 604 y el propio Agustín consagró al primer obispo, san Justo, que le sucedió en 624 en la cátedra de Canterbury.

### Reforma anglicana
Luego de que el 23 de marzo de 1534 el papa Clemente VII excomulgara el rey Enrique VIII a causa de su divorcio de Catalina de Aragón, el 3 de noviembre de 1534 el Parlamento de Inglaterra aprobó el Acta de Supremacía de 1534
mediante la cual se declaraba que el rey era «only supreme head in earth of the Church of England, called Anglicana Ecclesia», acto formal mediante el cual la Iglesia católica de Inglaterra entraba en cisma con la Santa Sede, transformándose en una Iglesia nacional independiente. El 18 de diciembre de 1534 aprobó además la Ley de Traición que castigaba con la pena de muerte a quienes no aceptaran el Acta de Supremacía. El Parlamento de acuerdo con Enrique VIII emitió los Seis Artículos en agosto de 1539, por los que se mantuvo la liturgia católica-romana tradicional casi sin cambios en las doctrinas y prácticas de la nueva Iglesia nacional independiente de Inglaterra.
El obispo de Rochester, el cardenal John Fisher, fue el único obispo inglés en negarse a firmar el acta de supremacía. Por esta razón fue condenado a muerte y decapitado el 22 de junio de 1535. Lo siguieron en el cargo sucesivamente los obispos cismáticos John Hilsey, Nicholas Heath y Henry Holbeach, todos luego trasladados a otras diócesis.
Tras la muerte de Enrique VIII el 28 de enero de 1547 lo sucedió su hijo Eduardo VI. Durante su reinado la Iglesia de Inglaterra llegó a ser teológicamente protestante. Nuevos obispos anglicanos fueron nombrados en el período de este rey: Nicholas Ridley, John Ponet y John Scory, todos también trasladados a otras diócesis.
Tras la muerte de Eduardo VI el 6 de julio de 1553 ascendió al trono la católica María I Tudor, quien por ley del Parlamento del 12 de noviembre de 1554 derogó el Acta de Supremacía y luego se abolió toda la legislación religiosa aprobada contra el papado a partir de 1529. La sede de Rochester estaba vacante desde 1552 y el católico Maurice Griffith fue consagrado con aprobación papal el 1 de abril de 1554.
El 17 de noviembre de 1558 falleció la reina María y fue sucedida por Isabel I, quien con otra Acta de Supremacía del 8 de mayo de 1559 restauró la independencia de la Iglesia anglicana y rompió definitivamente con la Santa Sede. Desde entonces la diócesis de Rochester es parte de la Iglesia de Inglaterra. El obispo Maurice Griffith falleció el 20 de noviembre de 1558, siendo el último obispo de Rochester en comunión con la Santa Sede. Edmund Gheast fue designado en 1560, iniciando la lista de obispos anglicanos de la diócesis de Rochester.
El 19 de mayo de 1935 el papa Pío XI canonizó a John Fisher y a Tomás Moro, como representantes de los numerosos mártires católicos de la Reforma anglicana.

## Episcopologio

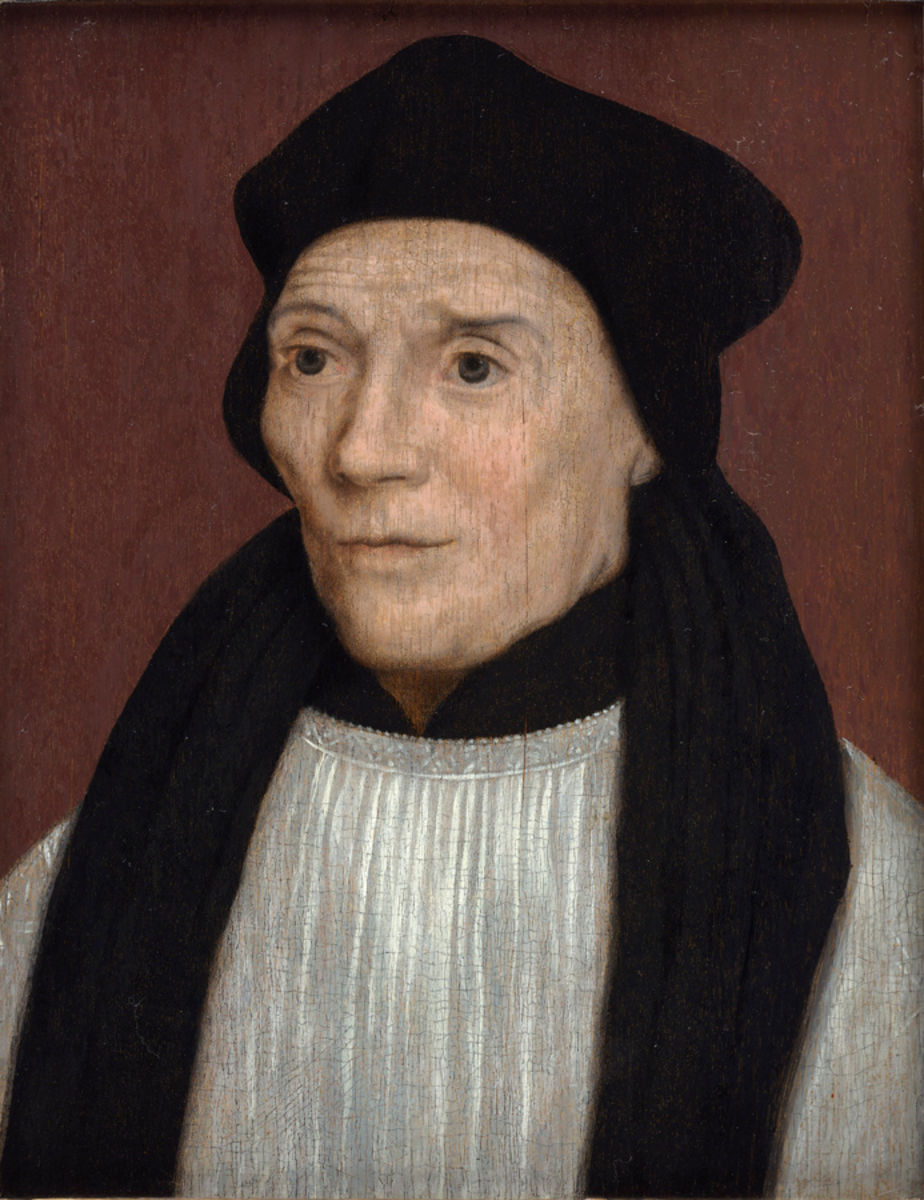
San John Fisher, obispo de Rochester ejecutado por sostener su fe católica

- San Justo † (604-624 nombrado arzobispo de Canterbury)
- Romano † (624-antes de noviembre de 630 falleció)
  - San Paulino † (circa 633-10 de octubre de 644 falleció)[nota 3]
- Itamaro † (644-655 falleció)
- Damiano † (656-junio o julio de 664 falleció)
  - Sede vacante (664-669)
- Putta † (27 de mayo de 669 consagrado-676 nombrado obispo de Hereford)
- Cwichhelm † (676-678 renunció)
- Gebmund † (678-693 falleció)
- Tobias † (693-726 falleció)
- Aldwulf † (726-739 o 741 falleció)
- Dunn † (741-747)
- Eardwulf † (747-765)
- Diora † (778-781 falleció)
- Waermund † (788-802)
- Beornmod † (803-814)
- Tatnoth † (841)
- Godwine I †
- Cuthwulf † (868)
- Swithwulf † (880)
- Ruhric †
- Ceolmund †
- Cyneferth †
- Burgric †
- Aelfstan † (955)
- Godwine II † (circa 995-?)
- Godwine III † (?-circa 1012 falleció
- Siward † (1058 consagrado-1075 falleció)
- Arnost, O.S.B. † (1076-julio de 1076 falleció)
- Gundulf, O.S.B. † (19 de marzo de 1077 consagrado-7 de marzo de 1108 falleció)
- Ralph d'Escures † (9 de agosto de 1108 consagrado-7 o 17 de mayo de 1114 nombrado arzobispo de Canterbury)
- Ernulf † (26 de diciembre de 1114 o 1115-15 de marzo de 1124 falleció)
- John I † (24 de mayo de 1125-22 de junio de 1137 falleció)
- John II † (1137-1142 falleció)
- Ascelin † (1142-24 de enero de 1148 falleció)
- Walter † (14 de marzo de 1148 consagrado-26 de julio de 1182 falleció)
- Waleran † (19 de diciembre de 1182-29 de agosto de 1184 falleció)
- Gilbert Glanvill † (29 de septiembre de 1185-24 de junio de 1214 falleció)
- Benedict of Sausetun † (22 de febrero de 1215 consagrado-18 de diciembre de 1226 falleció)
- Henry Sandford † (9 de mayo de 1227 consagrado-24 de febrero de 1235 falleció)
- Richard Wendene † (20 de marzo de 1238-12 de octubre de 1250 falleció)
- Lawrence of St Martin † (13 de febrero de 1251-3 de junio de 1274 falleció)
- Walter de Merton † (21 de octubre de 1274 consagrado-27 de octubre de 1277 falleció)
- John Bradfield † (29 de mayo de 1278 consagrado-23 de abril de 1283 falleció)
- Thomas Ingoldsthorpe † (26 de septiembre de 1283 consagrado-11 de mayo de 1291 falleció)
- Thomas Wouldham † (6 de enero de 1292-28 de febrero de 1317 falleció)
- Hamo Hethe † (23 de julio de 1319-4 de mayo de 1352 falleció)
- John Sheppey † (22 de octubre de 1352-19 de octubre de 1360 falleció)
- William Whittlesey † (4 de agosto de 1361-6 de marzo de 1364 nombrado obispo de Worcester)
- Thomas Trilleck † (6 de marzo de 1364-antes del 27 de diciembre de 1372 falleció)
- Thomas Brinton, O.S.B. † (31 de enero de 1373-1389 falleció)
- William Bottlesham † (27 de agosto de 1389-26 de febrero de 1400 falleció)
- John Bottlesham † (9 de abril de 1400-17 de abril de 1404 falleció)
- Richard Young † (11 de noviembre de 1404-17-28 de octubre de 1418 falleció)
- John Kemp † (21 de junio de 1419-28 de febrero de 1421 nombrado obispo de Chichester)
  - Thomas Spofford, O.S.B. † (7 de abril de 1421-17 de noviembre de 1421 nombrado obispo de Hereford) (obispo electo)
- John Langdon, O.S.B. † (17 de noviembre de 1421-30 de septiembre de 1434 falleció)
- Thomas Brunce † (21 de febrero de 1435-19 de septiembre de 1436 nombrado obispo de Norwich)
- William Wells † (19 de septiembre de 1436-26 de febrero de 1444 falleció)
- John Low † (22 de abril de 1444-1467 falleció)
- Thomas Rotherham (Scott) † (11 de enero de 1468-8 de enero de 1472 nombrado obispo de Lincoln)
- John Alcock † (8 de enero de 1472-15 de julio de 1476 nombrado obispo de Worcester)
- John Russell † (15 de julio de 1476-7 de julio de 1480 nombrado obispo de Lincoln)
- Edmund Audley † (7 de julio de 1480-22 de junio de 1492 nombrado obispo de Hereford)
- Thomas Savage † (3 de diciembre de 1492-3 de agosto de 1496 nombrado obispo de Londres)
- Richard FitzJames † (18 de febrero de 1497-29 de noviembre de 1503 nombrado obispo de Chichester)
- San John Fisher † (14 de octubre de 1504-22 de junio de 1535 falleció)
  - John Hilsey † (18 de septiembre de 1535 consagrado-4 de agosto de 1539 fallció) (obispo cismático anglicano)
  - Nicholas Heath † (1540-1543 nombrado obispo de Worcester) (obispo cismático anglicano)
  - Henry Holbeach † (1544-1547 nombrado obispo de Lincoln) (obispo cismático anglicano)
  - Nicholas Ridley † (1547-1550 nombrado obispo de Londres) (obispo cismático anglicano)
  - John Ponet † (1550-1551 nombrado obispo de Winchester) (obispo cismático anglicano)
  - John Scory † (1551-1552 nombrado obispo de Chichester) (obispo cismático anglicano)
- Maurice Griffith † (1 de abril de 1554 consagrado-7 de septiembre o 20 de noviembre de 1558 falleció)